# Юлій Цезар (опера)
«Юлій Цезар в Єгипті» (італ. Giulio Cesare in Egitto) — опера Георга Фрідріха Генделя, створена 1724 року. Лібрето написав Нікола Франческо Гайм, використавши старе лібрето, яке написав Джакомо Франческо Буссані на музику Антоніо Сарторіо. Опера стала успішною, а зараз є найрозповсюдженішою оперою доби бароко.
В сюжет опери покладено події Громадянської війни в Стародавньому Римі.

## Дійові особи
- Клеопатра
- Секст
- Юлій Цезар
- Птолемей
- Корнелія
- Скрибоній Куріон Молодший
- Акілла
- Нірено

## Лібрето

### Перша дія
Юлій Цезар приїжджає до Єгипту, куди втік Помпей, який шукає прихистку у Птолемея. Дружина Помпея благає Цезаря помилувати її чоловіка. Цезар погоджується. Але Птолемей, бажаючи показати свою силу перед Цезарем, вбиває Помпея. Корнелія, дружина Помпея, та її син, Секст, клянуться помститись за смерть Помпея. Тим часом сестра Птолемея, Клеопатра, яка мріє про єгипетський престол, намагається завоювати серце Цезаря. Він згоджується їй допомогти завоювати престол. На сторону Клеопатри стають Секст разом з матір'ю, Клеопатра обіцяє помститися за смерть Помпея. Вбити Птолемея не вдалося і той тримає Корнелію у неволі. Акілла обіцяє свободу Корнелії в обмін на кохання, але вона відмовляється.

### Друга дія
Цезар у небезпеці. Під час побачення з Клеопатрою його попереджають, що воїни Акілли йдуть сюди, щоб вбити Цезаря. Цезар ховається. Птолемей хоче, щоб Корнелія його кохала. Щоб захистити матір, Секст хоче вбити Птолемея, але Акілла рятує Птолемея та повідомляє йому про смерть Цезаря. Як нагороду, Акілла просить собі Корнелію, але Птолемей, незважаючи на те, що колись обіцяв її Акіллу, цього разу відмовляє. Роздратований Акілла вирішує перейти на бік Клеопатри.

### Третя дія
В битві Птолемей перемагає. Акілла смертельно поранений. Перед смертю він дає Сексту перстень – знак влади над військом. Новина про смерть Цезаря виявилась брехнею і Секст віддає перстень Цезарю. Цезар з військом входить до палацу Птолемея та звільняє Клеопатру. Секст вбиває Птолемея. Цезар дає владу в Єгипті Клеопатрі, яка визнає владу Риму над Єгиптом. Війна скінчилась. Народ радіє.